# Чалікіяде
Чалікіяде (перс. چالي كياده) — село в Ірані, у дегестані Бала-Хіябан-е Літкух, в Центральному бахші, шагрестані Амоль остану Мазендеран. За даними перепису 2006 року, його населення становило 283 особи, що проживали у складі 71 сім'ї.

## Клімат
Середня річна температура становить 16,56°C, середня максимальна – 30,66°C, а середня мінімальна – 3,28°C. Середня річна кількість опадів – 869 мм.
| Клімат поселення                              | Клімат поселення | Клімат поселення | Клімат поселення | Клімат поселення | Клімат поселення | Клімат поселення | Клімат поселення | Клімат поселення | Клімат поселення | Клімат поселення | Клімат поселення | Клімат поселення | Клімат поселення |
| Показник                                      | Січ.             | Лют.             | Бер.             | Квіт.            | Трав.            | Черв.            | Лип.             | Серп.            | Вер.             | Жовт.            | Лист.            | Груд.            |                  |
| Середній максимум, °C                         | 11,00            | 11,51            | 13,88            | 19,60            | 23,17            | 27,33            | 30,55            | 30,66            | 27,83            | 23,22            | 17,91            | 13,62            |                  |
| Середня температура, °C                       | 7,13             | 7,68             | 10,04            | 15,76            | 19,32            | 23,48            | 25,80            | 25,92            | 23,10            | 18,48            | 13,16            | 8,87             |                  |
| Середній мінімум, °C                          | 3,28             | 3,84             | 6,20             | 11,89            | 15,48            | 19,63            | 21,06            | 21,16            | 18,35            | 13,72            | 8,40             | 4,13             |                  |
| Норма опадів, мм                              | 91               | 71               | 62               | 32               | 29               | 25               | 22               | 49               | 95               | 152              | 128              | 113              |                  |
| Середньомісячна швидкість вітру, м/с          | 1.88             | 2.50             | 2.50             | 2.30             | 2.30             | 2.41             | 2.49             | 2.10             | 2.00             | 1.88             | 1.90             | 1.90             |                  |
| Середньомісячна сонячна радіація, кДж/м²·день | 8396             | 10472            | 12529            | 15830            | 19711            | 21613            | 21450            | 18878            | 15431            | 12136            | 9697             | 7904             |                  |
| --------------------------------------------- | ---------------- | ---------------- | ---------------- | ---------------- | ---------------- | ---------------- | ---------------- | ---------------- | ---------------- | ---------------- | ---------------- | ---------------- | ---------------- |
| Джерело:                                      |                  |                  |                  |                  |                  |                  |                  |                  |                  |                  |                  |                  |                  |